# エジプト探査協会
エジプト探査協会（エジプトたんさきょうかい、Egypt Exploration Society、EES）は、1882年に設立されたイギリスのエジプト学の学会。本部はロンドンにあり、ほかにカイロに事務局がある。

## 概要
エジプト探査協会は古代エジプトの遺跡を調査してそれを記録にとどめ、エジプトの歴史に関する知識を深め、その文化遺産の重要性を喚起することを目的としている。
協会は「Memoir」と呼ばれる報告の形で調査結果を出版している。
学術雑誌『The Journal of Egyptian Archaeology』を発行している。
世界でも有数のエジプト学の蔵書とコレクションを有している。

## 歴史
イギリスの作家であるアミーリア・エドワーズは、1873年から翌年にかけてエジプトを旅行した。1877年に、ふんだんに絵を入れた旅行記を発表し、ベストセラーになった。エドワーズはエジプトの多くの遺跡が調査もされないまま破壊にまかされている当時の状況に危機感を覚え、エジプトの科学的な調査の必要性を訴えて寄付をつのった。
1882年、エドワーズと大英博物館のレジナルド・スチュアート・プールによって、古代エジプトとスーダンの調査・発掘を目的とするエジプト探査基金(Egypt Explration Fund)が設立され、調査隊を毎年エジプトに送りだした。初期の隊長はエドゥアール・ナヴィルや、フリンダーズ・ピートリーであった。
初期の寄付者の多くは聖職者であり、聖書の記述が考古学的に裏付けられることを望んでいた。しかし、エドワーズはピートリーによる科学的な調査方法をより支持した。
1890年、エジプト探査基金の学者であるフランシス・ルウェリン・グリフィスはエジプトの考古学調査(archaeological survey)プロジェクトを開始した。グリフィスの最初の案ではエジプト全土を広く調査して、新しい遺跡の発見と、状態に関する報告を作ることを目指していたが、実際には規模を縮小して行われた。
1893年以来、エジプト探査基金は発掘報告とエジプト学の現況を伝える『考古学報告』(Archaeological Report)を毎年発行してきた（編集者はグリフィス）。1914年から現在の『エジプト考古学報』(The Journal of Egyptian Archaeology)に変わった。
第一次世界大戦後の1919年にエジプト探査基金は現在のエジプト探査協会に名を変えた。
初期の調査の中心地は下エジプトだったが、ついでアマルナに移り、1930年代にはヌビアに移った。1960年代にアスワン・ハイ・ダムの建設によって多数の遺跡が水没することになり、エジプト探査協会は水没する遺跡の記録を行った。